# Cephalissa paradoxaria
Cephalissa paradoxaria är en fjärilsart som beskrevs av Otto Staudinger 1862. Cephalissa paradoxaria ingår i släktet Cephalissa och familjen mätare. Inga underarter finns listade i Catalogue of Life.